# Crossroads (Alabama)
Crossroads es un área no incorporada en el condado de Baldwin, Alabama, Estados Unidos. Crossroads se encuentra en la ruta 225 del estado de Alabama, 5,5 millas (8,9 km) al suroeste de Bay Minette.

## Historia
El nombre de la comunidad se debe a que se encuentra en un cruce de caminos (Crossroads).